# Sibogita
Sibogita is een geslacht van neteldieren uit de  familie van de Bythotiaridae.

## Soort
- Sibogita geometrica Maas, 1905